# Albert S. Ruddy
Albert Stotland Ruddy (Montreal, 28 de marzo de 1930 - Los Ángeles, 25 de mayo de 2024) fue un productor de cine canadiense. Fue el productor de El padrino en 1972 y de Million Dollar Baby en el 2004, ambas ganadoras del Oscar a Mejor Película y fue también uno de los creadores de la telecomedia de la CBS Los héroes de Hogan emitida entre 1965 y 1971.

## Vida y carrera
Sus padres eran Ruth (cuyo apellido de soltera fue Ruddy) y Hy Stotland. una familia judía de Montreal. Ruddy se crio con su madre en Nueva York y Miami Beach, Florida. Asistió al Instituto Técnico de Brooklyn antes de ganar una beca para estudiar ingeniería química en la Universidad de Nueva York. Se graduó de la Escuela de Arquitectura de la Universidad del Sur de California y trabajó en el diseño de viviendas en la Costa Este.
Tras una breve estancia en la Warner Bros., después de un encuentro casual con el jefe del estudio Jack L. Warner. Ruddy trabajó como asistente de programación informático en RAND en Santa Mónica, California y posteriormente trabajó como guionista de televisión en Universal Pictures, pero abandonó esta actividad cuando Marlon Brando Sr., padre del actor, lo contrató para producir Semilla Salvaje en 1965.
Tras completar esta película, Ruddy fue uno de los creadores de la serie Los héroes de Hogan (CBS, 1965–1971),  que fue un éxito de crítica y permaneció en antena seis temporadas. Cuando la comedia entró en declive, Ruddy volvió al cine y produjo dos comedias: Little Fauss and Big Halsy (1970), sobre dos motociclistas, y Haciéndolo (1971), sobre un estudiante de secundaria que se acuesta con la mujer de su profesor de gimnasia. 
En 1970, inició uno de los principales trabajos de su carrera El Padrino,  estrenada en 1972, una adaptación de la novela del mismo nombre de Mario Puzo. La película fue un gran éxito tanto a nivel comercial como de crítica y es considerada desde su estreno como una de las mejores películas de la historia y un hito del cine de gánsteres. La película fue nominada para once premios de la Academia y ganó tres incluido el primero de los dos óscares que Ruddy ganó en su carrera. 
En 1974, Ruddy produjo una adaptación de una historia propia en The Longest Yard (Los rompehuesos en España), que ha sido descrita como "la primera película exitosa sobre deporte moderno". La película fue muy exitosa financieramente y se realizaron dos nuevas versiones posteriormente con Ruddy en calidad de productor ejecutivo (como Mean Machine (2001) y The Longest Yard (2005)).
El año siguiente, Ruddy produjo la película satírica del director y animador Ralph Bakshi Coonskin (1975). La película fue extremadamente polémica e inicialmente recibió reseñas negativas pero finalmente ganó la opinión de la crítica y pasó a ser una película de culto con seguidores en todo el mundo. Constituye una de las películas favoritas de Quentin Tarantino.
En 1976, produjo para televisión The Machans, que posteriormente daría origen a la serie How the West Was Won (1977–1979).
A pesar del éxito en taquilla de The Cannonball Run (1981), fue objeto de una acogida mixta por parte de la crítica. Aun así, hoy este clásico de Burt Reynolds sigue reestrenándose regularmente en los cines y atrae a muchos seguidores del célebre Rat Pack. Después Ruddy produjo dos películas de acción, Death Hunt (1981), protagonizada por Lee Marvin y Charles Bronson, y Megaforce (1982). Volvió a la producción con Cannonball Run II (1984), que fue otro éxito comercial con un reparto que incluía a varios integrantes del Rat Pack,  entre ellos Frank Sinatra . La película también muestra un raro cameo de Ruddy en una escena en la que se burla de su película "El Padrino" y que incluye a los actores de reparto de "El Padrino" Alex Rocco y Abe Vigoda
Durante un tiempo, Ruddy trabajó con la escritora y filósofa Ayn Rand para llevar al cine su epopeya Atlas, cuyos derechos había adquirido a mediados de los setenta, pero el proyecto nunca fue más allá de la fase inicial. Rand reclamó la aprobación de un guion final sin precedentes, al cual Ruddy accedió. Aun así, los amigos de la escritora le hicieorn ver que Ruddy podría filmar el guion aprobado pero también editar y eliminar todos sus discursos. Rand pidió aprobar la edición final, lo que ni Ruddy ni el director podían otorgarle, así que retiró su apoyo a la película y dejó en claro que Ruddy nunca estuvo involucrado en ninguna adaptación de su novela.
A inicios de los años 1990 ayudó a crear la exitosa serie Walker, Texas Ranger. También en 1992, adquirió los derechos de Kevin McClory para hacer un show televisivo de James Bond, pero EON Productions bloqueó esta iniciativa y, tras ganar la demanda, terminó cualquier esperanza de una versión para televisión.  El 5 de marzo de 2022, Amazon, MGM Television, y 72 Films anunciaron un reality show de James Bond.
En el 2004, produjo Million Dollar Baby, que le valió su segundo Óscar. Compartió el premio con Clint Eastwood, quién le había otorgado a Ruddy el Óscar a mejor película por el El Padrino más de 30 años antes.
A finales del 2015, anunció que había adquirido los derechos de la novela Atlas Shrugged de Rand y que haría una película para ser estrenada en todo el mundo.
En el 2021, su hija Alexandra Ruddy se convirtió en socia de Albert S. Ruddy Productions.

## Vida personal
Ruddy estuvo casado con Francoise Ruddy, de la que se divorció. y que posteriormente cambio de nombre a Ma Prem Hasya cuando entró a formar parte del Rajneeshpuram, la comuna situada en Oregón. Francoise colaboró en la producción de "El Padrino," incluso dejó su nombre al título de compañía de la producción.
Ruddy posteriormente se casó con Wanda McDaniel, la madre de sus dos hijos, John Ruddy y Alexandra Ruddy. Actualmente, es la vicepresidente ejecutiva de la marca italiana Giorgio Armani donde esta registrada como inventora de la "alfombra roja" y que ha colaborado para hacer de Armani un hito de la moda.
En 2022 se estrenó la miniserie biográfica The Offer, que dramatiza alrededor de Ruddy la producción de El Padrino. Es interpretado por el actor Miles Teller.
Ruddy inspiró al personaje Edward George Ruddy, el presidente de la cadena televisiva UBS, en el guion escrito por Paddy Chayefsky para la película Network (1976).

## Filmografía
- Wild Seed, de Brian G. Hutton (productor) (1965)
- Little Fauss and Big Halsy, de Sidney J. Furie (productor) (1970)
- Making It (productor) (1971)
- El padrino (productor) (1972)
- The Longest Yard (productor) (1974)
- Coonskin (productor) (1975)
- How the West Was Won (película de televisión) (productor) (1976)
- Matilda (productor) (1978)
- Death Hunt (productor ejecutivo) (1981)
- Stockers (película de televisión) (productor) (1981)
- The Cannonball Run (productor) (1981)[24]
- Megaforce (productor) (1982)
- Cannonball Run II (productor) (1984)
- Lassiter (Productor) (1984)
- Farewell to the King, de John Milius (productor) (1989)
- Speed Zone (productor ejecutivo) (1989)
- Impulso (productor) (1990)
- Ladybugs (productor) (1992)
- Milagro en el Wilderness (película de televisión) (productor ejecutivo) (1992)
- Chicas malas (productor) (1994)
- The Scout, de Michael Ritchie (productor) (1994)
- Heaven's Prisoners, (productor) (1996)
- Married to a Stranger (película de televisión) (productor ejecutivo) (1997)
- Running Mates (película de televisión) (productor ejecutivo) (2000)
- Mean Machine (productor ejecutivo) (2001)
- Georgetown (película de televisión) (productor) (2002)
- Million Dollar Baby (productor) (2004)
- The Longest Yard (productor ejecutivo) (2005)
- Cloud 9 (productor) (2006)
- Camille (productor) (2008)
- Sabotage (productor) (2014)

## Premios y distinciones
Premios Óscar
| Año  | Categoría                 | Película            | Resultado |
| ---- | ------------------------- | ------------------- | --------- |
| 1973 | Óscar a la mejor película | El padrino          | Ganador   |
| 2005 | Óscar a la mejor película | Million Dollar Baby | Ganador   |

- Ganado: 1973 David di Donatello para Película Extranjera Mejor: El Padrino
- Ganado: 1973 Globo Dorado Premio para Cuadro de Movimiento Mejor @– Obra: El Padrino
- Ganado: 1975 Globo Dorado Premio para Cuadro de Movimiento Mejor @– Musical o Comedia: El Patio más Largo
- Nombramiento: 1983 Frambuesa Dorada Premio para Cuadro Peor: Megaforce
- Nombramiento: 1984 Frambuesa Dorada Premio para Cuadro Peor: Cannonball Carrera II
- Nombramiento: 1985 Frambuesa Dorada Premio para Peor Screenplay: Cannonball Carrera II (con Hal Needham y Harvey Miller)